# ألكس غرانل
ألكس غرانل (بالإسبانية: Alex Granell) هو لاعب كرة قدم إسباني، ولد في 2 أغسطس 1988 في غيرونا في إسبانيا. لعب مع نادي جيرونا ونادي قادش ونادي ياغوستيرا.

## وصلات خارجية
- ألكس غرانل على موقع قاعدة بيانات كرة القدم.إي يو (الإنجليزية)
- ألكس غرانل على موقع Soccerbase.com (لاعب) (الإنجليزية)
- ألكس غرانل على موقع Soccerway.com (الإنجليزية)
- ألكس غرانل على موقع AS.com (الإسبانية)